# Рудольф Екштайн
Рудольф Екштайн (нім. Rudolf Eckstein, 1 січня 1915 — 25 травня 1993) — німецький академічний веслувальник.
Олімпійський чемпіон 1936 року в складі розпашної четвірки без стернового.
Чемпіон Європи 1934 (розпашні четвірки без стернового), 1935 (розпашні четвірки зі стерновим), 1938 (розпашні двійки без стернового) років.